# Síntesis de nitrilos de Letts

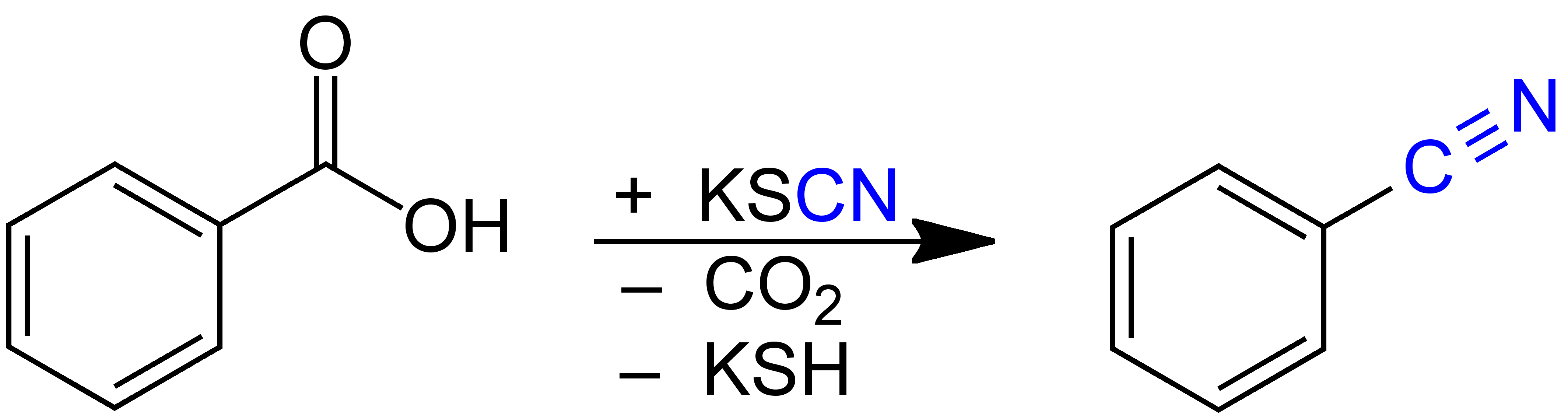
Representación gráfica de la Síntesis de nitrilos de Letts.

La síntesis de nitrilos de Letts es un método de síntesis orgánica para obtener nitrilos a partir de ácidos benzoicos con tiocianatos de metales.